# Tatort: Diesmal ist es anders
Diesmal ist es anders ist ein Fernsehfilm aus der Krimireihe Tatort. Der vom WDR produzierte Beitrag ist die 1269. Tatort-Episode und wurde am 28. April 2024 im SRF, im ORF und im Ersten ausgestrahlt. Das Kölner Ermittlerduo Ballauf und Schenk ermittelt in seinem 90. Fall.

## Handlung
Unter einer Brücke wird der arbeitslose Peer Schwarz überfahren aufgefunden. In seiner Wohnung werden große Bargeldmengen gefunden, was auf „Einnahmen“ aus Erpressungen hindeutet.
Auf Peer Schwarz’ Handy findet Jütte ein Foto, das die Schlagersängerin Mariella Rosanelli in ihrer Jugend in einem Zelt mit einem unbekannten Mann zeigt. Ballauf und Schenk besuchen Rosanelli in dem von ihr unterstützten Jugendhilfewerk Kids4Care, doch Rosanelli gibt vor, sich an den Mann nicht mehr erinnern zu können. Auf eine Anzeige in der Zeitung hin meldet sich eine Frau bei den Ermittlern, die den unbekannten Mann als den Jugendchorleiter identifiziert, der sie als seine Schutzbefohlene geschwängert hatte. Später hatte er im Gefängnis Suizid begangen.
Ballauf ist seit kurzem mit Nicola Koch, Chefredakteurin eines Kölner Szene-Magazins, liiert. Von der Journalistin des Magazins erfährt er, dass sie wohlwollende Artikel über Rosanelli schreiben muss, die Koch seit ihrer Kindheit kenne und die auch gemeinsam mit ihr Betreuerin des Jugendchors gewesen sei.
Ballauf ermittelt, dass das Tatfahrzeug in der Tatzeit an Koch verliehen war, und stellt sie daraufhin zur Rede. Koch weicht ihm aus und gibt nichts über den Tathergang preis. Als Ballauf wenig später in Kochs Wohnung kommt, ist diese leer. Unter dem Balkon liegt ihre Leiche. Ein Nachbar hat den Sturz vom Balkon fotografiert und das Bild im Internet veröffentlicht. Es stellt sich heraus, dass die stark betrunkene Nicola Koch auf dem Balkon mit Rosanelli in einen Streit geriet, weil sie sich nicht von Ballauf trennen wollte. Rosanelli versuchte, ihr die Schnapsflasche aus der Hand zu reißen; dabei stürzte Nicola Koch vom Balkon in die Tiefe und starb.
Peer Schwarz hatte Rosanelli mit dem Foto erpresst, da sie sich Jahrzehnte zuvor als Betreuerin nicht um die Schutzbefohlenen des Jugendchors gekümmert hatte. Ihre Karriere als Schlagersängerin stand durch eine mögliche Enthüllung auf dem Spiel. Nach der Geldübergabe überfuhr sie Schwarz mit dem von Koch geliehenen Auto.

## Hintergrund
Der Titel bezieht sich auf ein Gespräch zu Beginn des Films, in dem Ballauf gegenüber Schenk anmerkt, dass seine Beziehung zu Nicola Koch ernster ist als zu früheren Freundinnen.
Der Film wurde vom 7. März 2023 bis zum 6. April 2023 in Köln gedreht. Das Jugend- und Gemeinschaftszentrum Glashütte in Köln-Porz wurde für Dreharbeiten genutzt. Dort wurden mit dem Kölner Jugendchor Sankt Stephan die Chorszenen gedreht.

## Einschaltquoten
Die Erstausstrahlung von Diesmal ist es anders am 28. April 2024 wurde in Deutschland von 9,26 Millionen Zuschauern gesehen und erreichte einen Marktanteil von 33,6 % für Das Erste.